# Poretschje (Kaliningrad, Osjorsk)
Poretschje (russisch Поречье, deutsch Balschkehmen, 1938–1945 Balsken) ist ein Ort in der russischen Oblast Kaliningrad und gehört zur kommunalen Selbstverwaltungseinheit Munizipalkreis Osjorsk im Rajon Osjorsk. 
Laut Karte befindet sich der Ort heute allerdings an der etwa drei Kilometer südlich gelegenen ehemaligen deutschen Ortsstelle Klein Grobienen, während der ehemalige deutsche Ort Balschkehmen/Balsken verlassen ist. Gemäß der Volkszählung von 2010 ist der Ort Poretschje unbewohnt.

## Geographische Lage
Poretschje liegt nordöstlich der Rajonshauptstadt Osjorsk (Darkehmen, 1938–1946 Angerapp) am Ostufer der Angerapp (russisch: Angrapa). Im Ort endet eine von Sarodoschnoje (Dinglauken, 1938–1946 Altdingelau) kommende unwegsame Landstraße. Ein Bahnanschluss besteht nicht.

## Geschichte
Für Balschkehmen geht man davon aus, dass es sich um eine Siedlung aus der Prußenzeit handelt. Auf dem ehemaligen Schlossberg stand schon eine Heidenburg, bevor 1275 die Ordensritter den Prußengau Nadrauen eroberten. Zum Schutz auch der umliegenden Dörfer ist auf dem Schloßberg eine Fliehburg (Palisadenfestung) unterhalten worden.
Im Jahre 1818 waren in Balschkehmen 151 Einwohner registriert, bis 1863 stieg die Zahl auf 191 an. Am 6. Mai 1874 war Balschkehmen eine der 13 Landgemeinden und Gutsbezirke, die den neuerrichteten Amtsbezirk Weedern (heute russisch: Suworowka) bildeten. Dieser gehörte bis 1945 zum Landkreis Darkehmen (1939–1945 Landkreis Angerapp) im Regierungsbezirk Gumbinnen der preußischen Provinz Ostpreußen.
1907 lebten in Balschkehmen 160 Menschen, 1925 waren es 144, 1933 139 und 1939 133. Am 3. Juni 1938 – mit amtlicher Bestätigung vom 16. Juli 1938 – erhielt Balschkehmen aus politisch-ideologischen Gründen den neuen Namen „Balsken“. Von 1933 bis 1945 war Otto Schneider der letzte deutsche Bürgermeister. 
Nach dem Zweiten Weltkrieg kam der Ort unter sowjetische Verwaltung. Er wurde 1947 in Poretschje umbenannt und gleichzeitig dem Dorfsowjet Bagrationowski selski Sowet in Rajon Osjorsk zugeordnet. Von 2008 bis 2014 gehörte Poretschje zur Landgemeinde Gawrilowskoje selskoje posselenije, von 2015 bis 2020 zum Stadtkreis Osjorsk und seither zum Munizipalkreis Osjorsk.

## Kirche
Mit seiner vor 1945 überwiegend evangelischen Bevölkerung war Balschkehmen/Balsken in das Kirchspiel Darkehmen (1938–1946 Angerapp, heute russisch: Osjorsk) eingepfarrt. Es gehörte zum Kirchenkreis Darkehmen/Angerapp in der Kirchenprovinz Ostpreußen der Kirche der Altpreußischen Union. Die letzten beiden deutschen Geistlichen waren die Pfarrer Johannel Gemmel und Helmut Passauer.
In der Zeit der Sowjetunion waren kirchliche Aktivitäten untersagt. In den 1990er Jahren bildeten sich im Gebiet der Oblast Kaliningrad wieder evangelische Gemeinden, von denen die in Kadymka (Eszerningken/Escherningken, 1938–1946 Eschingen) Poretschje am nächsten liegt. Sie gehört zur neugegründeten Propstei Kaliningrad in der Evangelisch-Lutherischen Kirche Europäisches Russland. Die zuständigen Geistlichen sind die Pfarrer an der Salzburger Kirche in Gussew (Gumbinnen).

## Schule
Im Jahre 1726 wurde in Balschkehmen eine Schule gegründet, die bis 1945 als einstufige Volksschule bestanden hat. In der Balschkehmer Schule wurden auch die Kinder aus Klein Grobienen und Jäckstein (bereits Kreis Gumbinnen) – beide Orte sind heute nicht mehr existent – unterrichtet. Ab 1. Oktober 1928 wurde der Lehrer Fritz Johannes Tews, geboren am 5. Dezember 1899 in Grabowitz, Kreis Thorn, Lehrer an der evangelischen Volksschule und blieb es dort nahezu ein Jahrzehnt. Seine Erste Lehrerprüfung legte Tews am 18. Dezember 1919 in Thorn ab – bevor diese Stadt Anfang des Jahres 1920 zur neuen Zweiten Polnischen Republik kam – und die zweite Lehrerprüfung am 22. Dezember 1925 in Pillkallen. In das Evangelische Lehrerseminar Thorn trat er nach bestandener Aufnahmeprüfung zusammen mit 24 Seminaristen am 17. April 1917 ein, darunter war der spätere Journalist Willi Leisner.